# Dédales
Dédales és una pel·lícula francoa-belga dirigida per René Manzor, estrenada el 2003.

## Argument
Detingut després d'una sèrie d'assassinats, Claude és enviada temporalment pel fiscal a un hospital psiquiàtric per avaluar una sospita d'esquizofrènia. El doctor Brennac es veu obligat, a petició de Karl Freud (el seu col·lega assignat oficialment a aquesta tasca), a estudiar el seu cas per invalidar o confirmar el seu estat i després deslligar les diferents personalitats.
Paral·lelament (a través de salt enrere), els dies anteriors a la detenció de Claude es viuen principalment per la investigació de l'equip policial al qual pertanyia Matthias, un investigador taciturn i pintor en el seu temps lliure que després de ser deixat de banda, de seguida és cridat. en el reforç de Ray, el seu comissari.

## Repartiment
- Lambert Wilson : Brennac
- Sylvie Testud : Claude
- Frédéric Diefenthal : Matthias
- Michel Duchaussoy : Karl Freud
- Edouard Montoute : Ray
- Tomer Sisley : Malik
- Jean-Henri Compère : Alex
- Philippe Résimont: L'advocat
- Jérémy Bombace: El nen
- Valérie Lemaître: La mare / La prostituta
- Pierre Triboulet: El cec
- Michaël Toch-Martin: El repartidor de pizza
- Raymond Pradel: El gendarme
- Imotep Tshilombo : Stan
- Hakim Louk'man : Karim
- Jean-Paul Dermont : Simon
- Stan Sluijzer : M. Propre
- Thomas Evrard : Luigi
- Duby : Firmin
- Eric Depreter : L'infirme
- Éric Godon: El armero
- Nathalie Laroche: La presidenta del tribunal
- René Manzor: El fiscal
- Noël Baye: El propietari
- Charlie Dupont: Charly
- David Manet: Jove policia
- Hélène Heinrich: La supervivent
- Antoine Guillaume: Controlador 1
- Antoine Vandenbergh: Controlador 2
- Albert Goldberg: Infermera 1
- Jean-Marc Bellu: Infermera 2
- Michel Angely: Infermera 3
- Marc Charlet: Infermera 4
- R. Vander Auwera: Infermera 5
- Onnik Bohcaciyan: Infermera 6
- Mputu Walee: Infermera 7
- Halima Amber: Cap infermera
- Virginie Navez Reflet Ariane
- Michelangelo Marchese: L'amant
- Eddy Pierard: Revestiment 1
- Philippe Nickels: Revestiment 2
- Jean-Marie Knockaert: Revestiment 3

## Publicació
Com en totes les seves pel·lícules, René Manzor aborda la violència del món exterior, la transmissió i el dol del pare (simbòlic a Dédales) i la impotència de la mare sola. La patologia de l'assassí en sèrie que es presenta a la pel·lícula és el trastorn dissociatiu de la identitat, però se'l coneix constantment (a causa de la confusió generalitzada) com a esquizofrènia.
La identitat del metge interpretada per Michel Duchaussoy és un òbvi acenent a dues personalitats reconegudes entre psicòlegs i psiquiatres, els Drs Sigmund Freud i Carl Gustav Jung.
El títol de la pel·lícula, així com els elements de la història, fan referència explícita al personatge mitològic homònim, així com a la seva antonomàsia i el mite hel·lènic del laberint del Minotaure.
Frédéric Diefenthal i Edouard Montoute ja havien interpretat junts a col·legues policials per a la sèrie de pel·lícules Taxi. Es van publicar dues bandes sonores separades per a la pel·lícula: La que conté les composicions originals de Jean-Félix Lalanne i una recopilació (intercalada amb diàlegs de Lambert Wilson) de música de grups que són gairebé tots —a excepció del Suís Nostromo — de l'escena francesa metal (Enhancer, Shaka Ponk, Tripod, Watcha, AqME, Pleymo, Eths, Gojira, Dagoba…). Es diu que aquesta música està "inspirada en la pel·lícula" i està completament absent.